# Boy-Edgar-Preis

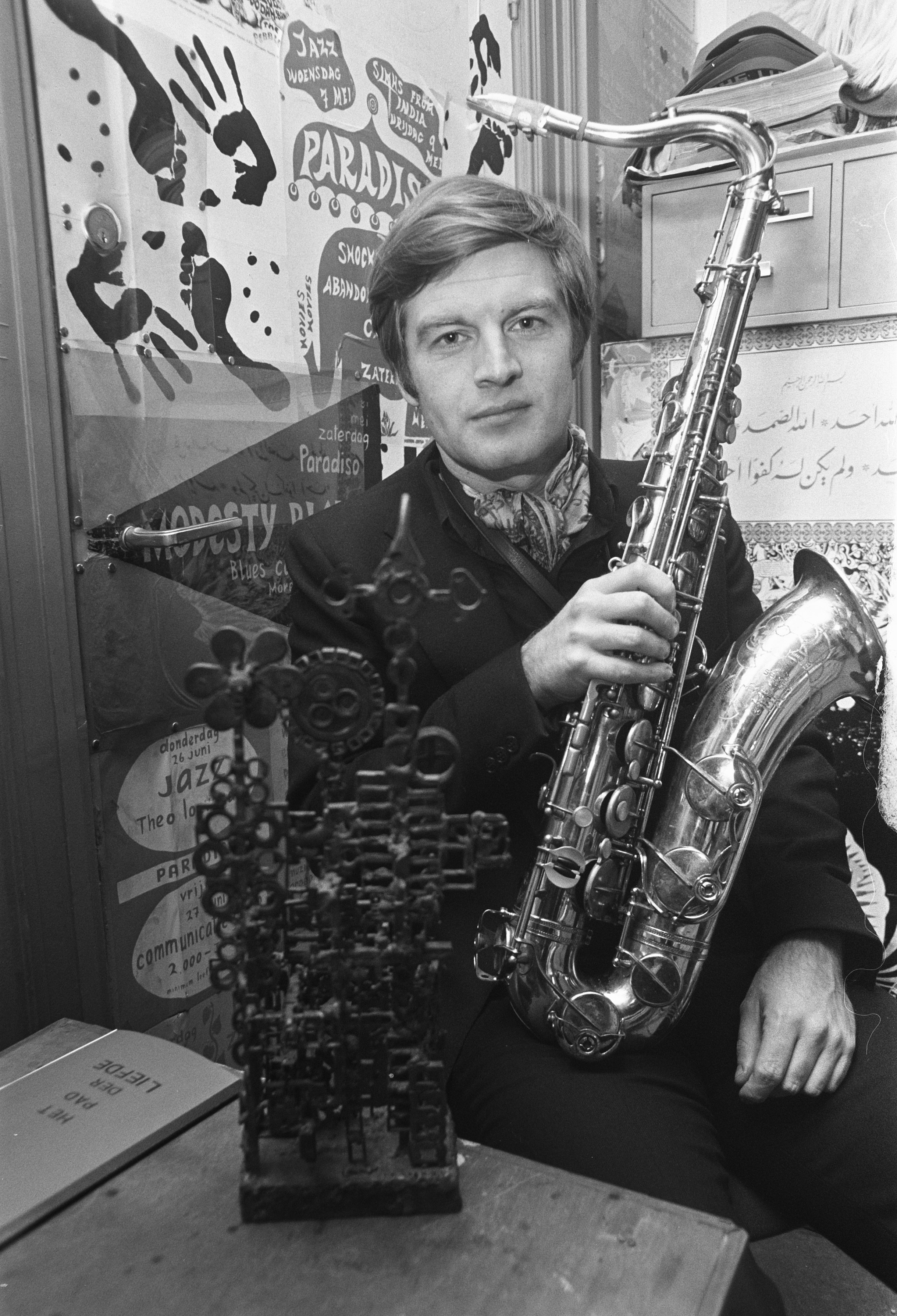
Hans Dulfer 1969 nach Verleihung des Preises mit der Preistrophäe (links)

Der Boy-Edgar-Preis oder BUMA Boy Edgar Prijs ist ein niederländischer Jazzpreis.
Der Preis wird seit 1980 jedes Jahr an einen niederländischen Musiker aus dem Bereich des Jazz oder der improvisierten Musik verliehen (auch an Jazz-Komponisten oder Bandleader). Der Preisträger muss signifikant zur niederländischen Jazzszene beigetragen haben. Verliehen wird (als Wanderpreis) eine Skulptur, benannt nach John Coltrane, die der Künstler Jan Wolkers entworfen hat und zudem ein Preisgeld, das zunächst mit 12.500 Euro dotiert war. Der Preis ist Nachfolger des seit 1963 verliehenen Wessel Ilcken Prijs, der nach dem Tod von Boy Edgar 1980 in Boy-Edgar-Preis umbenannt wurde. Boy Edgar selbst wurde bereits 1964 als zweiter Preisträger ausgezeichnet. Die Auszeichnung gilt als der angesehenste Jazzpreis der Niederlande und wurde bis 2013 vom Muziek Centrum Nederland mit Mitteln des RadioVPRO vergeben. Ab 2013 übernahm die Stichting Boy Edgar Prijs die Vergabe mit finanzieller Unterstützung der niederländischen Verwertungsgesellschaft BUMA/STEMRA. Ab dem 30. April 2021 wird der Preis vom Fonds Podiumkunsten organisiert, welcher auch das Preisgeld von 25.000 Euro (Stand 2025) zur Verfügung stellt.   
Auch heute noch wird ein Wessel-Ilcken-Preis für den besten Nachwuchs-Jazzmusiker vergeben (nach einem Wettbewerb auf dem Jazzfestival von Loosdrecht).

## Preisträger (einschließlich Wessel-Ilcken-Preis)
- 1963 Herman Schoonderwalt
- 1964 Boy Edgar
- 1965 Piet Noordijk
- 1966 Misha Mengelberg
- 1967 Han Bennink
- 1968 Harry Verbeke
- 1969 Hans Dulfer
- 1970 Willem Breuker
- 1971 Gijs Hendriks
- 1972 Kees Hazevoet
- 1973 Leo Cuypers
- 1974 Orkest De Boventoon
- 1975 Ohm
- 1976/1977 (nicht verliehen)

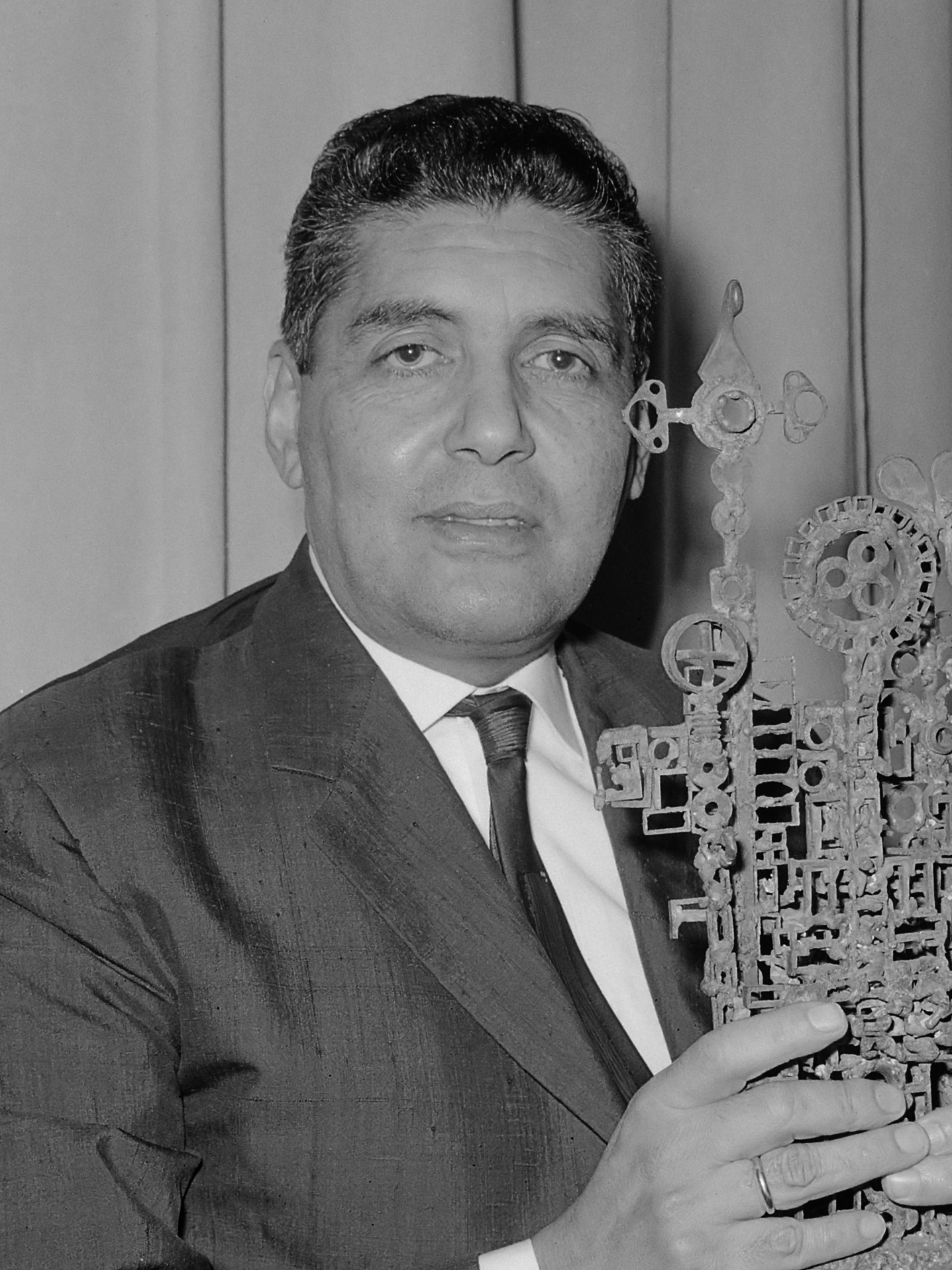
1964: Boy Edgar, mit dem Wessel Ilcken-Preis, Foto: Jack de Nijs für Anefo, Nationaal Archief

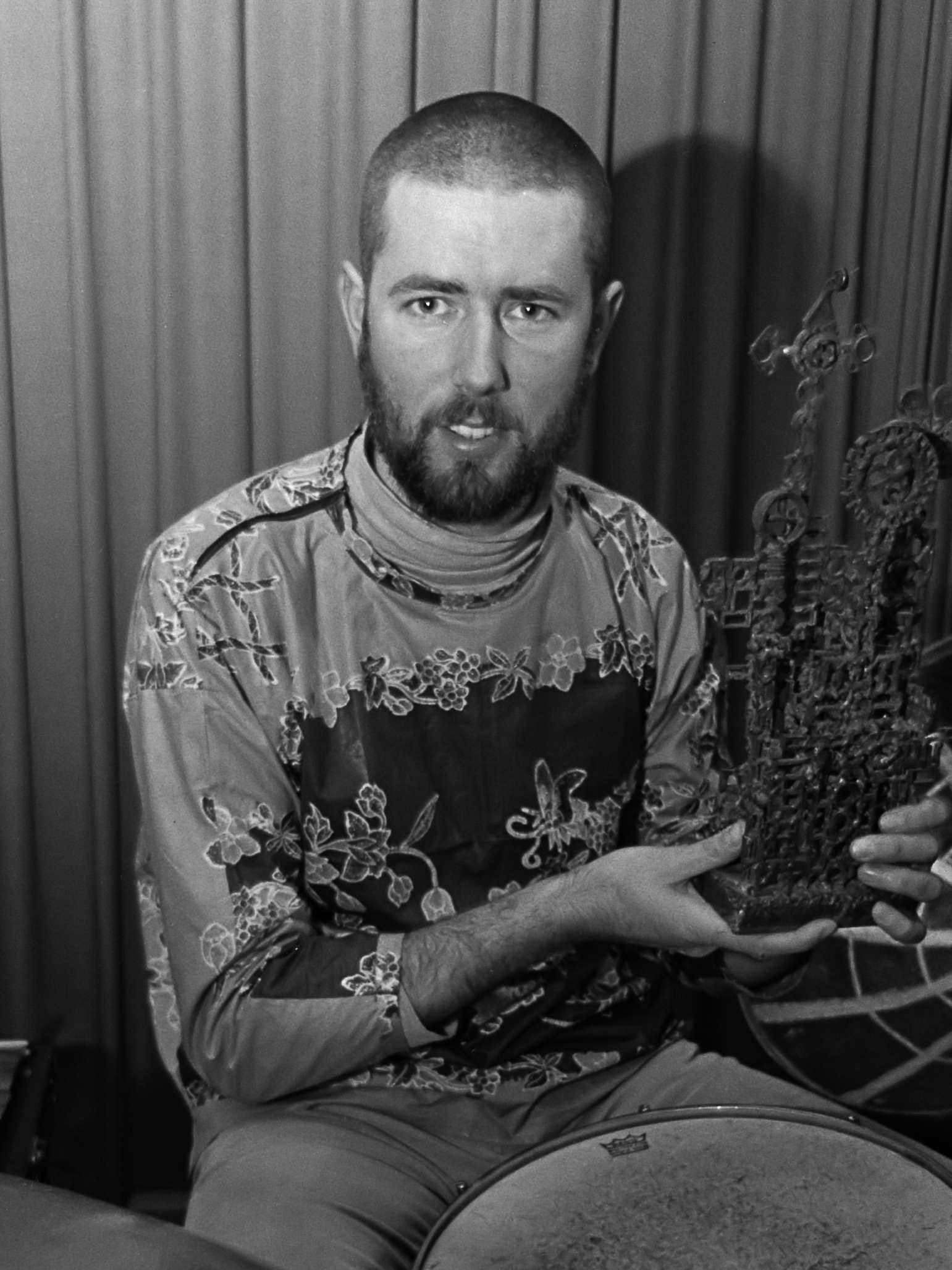
Han Bennink mit dem Wessel Ilcken-Preis, 1967. Foto: Ders.

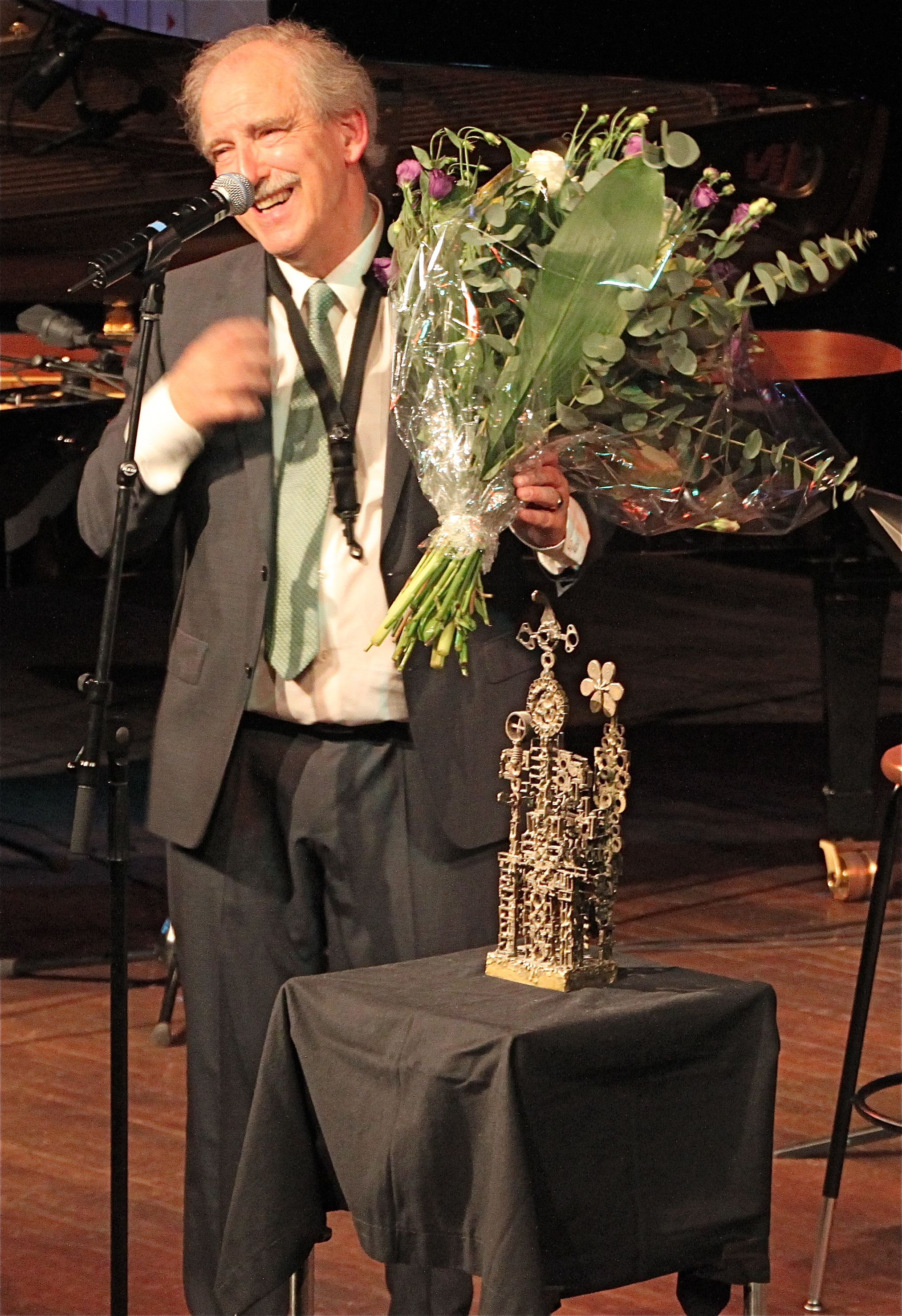
2011: Ferdinand Povel

- 1978 Claxon-Stiftung: Maarten Altena und Michel Waisvisz
- 1979 Theo Loevendie
- 1980 Rein de Graaff
- 1981 Guus Janssen
- 1982 Alan Laurillard
- 1983 Nedly Elstak
- 1984 Martin van Duynhoven
- 1985 Ernst Reijseger
- 1986 Michael Moore
- 1987 J. C. Tans
- 1988 John Engels
- 1989 Ab Baars
- 1990 Greetje Bijma
- 1991 (nicht verliehen)
- 1992 Willem van Manen
- 1993 Willem Breuker
- 1994 Franky Douglas
- 1995 Wolter Wierbos
- 1996/97 Michiel Braam
- 1997/98 Corrie van Binsbergen
- 1998/99 Paul van Kemenade
- 2000 Sean Bergin
- 2001 Eric Vloeimans
- 2002 Tony Overwater
- 2003 Tobias Delius
- 2004 Luc Houtkamp
- 2006 Benjamin Herman
- 2007 Bert van den Brink
- 2008 Pierre Courbois
- 2009 Ernst Glerum
- 2010 Anton Goudsmit
- 2011 Ferdinand Povel
- 2012 Yuri Honing
- 2013 Oene van Geel
- 2014 Jeroen van Vliet
- 2015 Tineke Postma
- 2016 Wilbert de Joode
- 2017 Martin Fondse
- 2018 Jasper van’t Hof
- 2019 Jasper Blom
- 2020 Ack van Rooyen
- 2021  (nicht verliehen)
- 2022 Ronald Snijders
- 2023 Monica Akihary
- 2024 Tony Roe